# 弗勒讷斯
弗勒讷斯（法語：Freneuse，法語發音：[fʁənøz]）是法国伊夫林省的一个市镇，属于芒特拉若利区。

## 地理
弗勒讷斯（49°2'50"N, 1°36'3"E）面积10.32 平方千米，位于法国法蘭西島大區伊夫林省，该省份为法国北部内陆省份，北起瓦兹河谷省，西接厄尔省，西南接厄尔-卢瓦省，东南接埃松省，东临上塞纳省。
与弗勒讷斯接壤的市镇（或旧市镇、城区）包括：贝讷库尔、塞纳河畔博尼耶尔、戈姆库尔、梅里库尔、穆瓦松、塞纳河畔穆索、罗勒布瓦斯、拉罗什吉永。

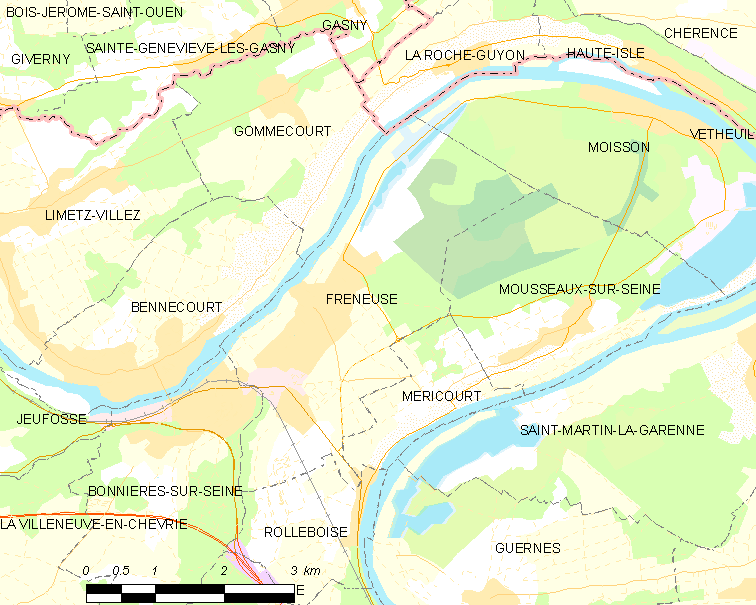
弗勒讷斯的OSM定位图

弗勒讷斯的时区为UTC+01:00、UTC+02:00（夏令时）。

## 行政
弗勒讷斯的邮政编码为78840，INSEE市镇编码为78255。

## 政治
弗勒讷斯所属的省级选区为塞纳河畔博尼耶尔县。

## 人口

1962-2008年间弗勒讷斯人口变化图示

弗勒讷斯于2022年1月1日时的人口数量为4299人。